# Хитров, Станислав Николаевич
Станисла́в Никола́евич Хитро́в (22 июля 1936, Москва — 24 мая 1985, Москва) — советский актёр.

## Биография
Родился 22 июля 1936 года в Москве. В 1959 году с отличием окончил ВГИК (мастерская Владимира Белокурова). К этому времени он уже сыграл в двух своих первых фильмах. Первая главная роль в кино состоялась в фильме Евгения Карелова «Яша Топорков».
Всенародную популярность актёр снискал, сыграв роль второго плана в комедии Юрия Чулюкина «Девчата». Его героем стал весёлый парень Филя Егоров.
В дальнейшем Станислав Хитров работал (состоял в труппе) в Театре-студии киноактёра и регулярно снимался в кино. Играл как положительных так и отрицательных персонажей, которые своим обаянием неизменно вызывали симпатию у зрителя.
Будучи на пике популярности, актёр всё чаще стал употреблять спиртное, что, конечно, тут же сказалось на его карьере. Ранее снимаясь в двух-трёх фильмах за год, во второй половине 1970-х годов он практически выпал из кинематографа на несколько лет. Последняя его роль состоялась в телефильме Михаила Швейцера «Мёртвые души».

### Смерть
Скончался 24 мая 1985 года на 49-м году жизни в одной из московских больниц от пневмонии. Похоронен в Москве на Ваганьковском кладбище (участок № 16), рядом со своими родственниками.

## Семья
Отец — Николай Васильевич Хитров (1909 — 1982), похоронен в Москве на Ваганьковском кладбище (участок № 16).  
Жена — Галина Хитрова, в разводе.
- Сын — Сергей Станиславович Хитров

## Фильмография

### Актёр
- 1957 — Рассказы о Ленине — рабочий
- 1958 — Обгоняющая ветер — Юрко
- 1958 — Улица молодости — Лёша
- 1960 — Яша Топорков — Яша Топорков, главная роль
- 1961 — Мир входящему — Рукавицын
- 1961 — Девчата — Филя Егоров
- 1962 — Никогда — уволенный рабочий
- 1962 — После свадьбы — Игорь Малютин, главная роль
- 1962 — Увольнение на берег — милиционер
- 1963 — Возвращение Вероники — Илья Семакин, главная роль
- 1963 — Каин XVIII — бродячий певец Жан
- 1963 — Понедельник — день тяжёлый — Кокин
- 1964 — Лёгкая жизнь — выпускник-запевала
- 1964 — Лушка — Крутиков
- 1965 — Время, вперёд! — Коля Саенко
- 1965 — Над нами Южный крест
- 1965 — Приезжайте на Байкал
- 1966 — Герой нашего времени — слуга Печорина
- 1966 — Я родом из детства — капитан Коля Соболевский
- 1967 — Пароль не нужен — пьяный офицер в ресторане
- 1968 — В горах моё сердце — Сеня
- 1969 — Красная палатка — радист ледокола «Красин»
- 1969 — Директор
- 1970 — Бег — Антуан Грищенко, парижский слуга Корзухина
- 1970 — Карусель — пьяный драчун в ресторане
- 1971 — Петрухина фамилия (короткометражный)
- 1971 — Телеграмма — мужчина, спешащий за продуктовым набором
- 1973 — Вечный зов
- 1974 — Кыш и Двапортфеля — продавец собаки
- 1976 — Огненное детство — станичный атаман
- 1980 — Крах операции «Террор»
- 1980 — Три года — Початкин, управляющий
- 1981 — Чёрный треугольник — архиерей
- 1984 — Мёртвые души — трактирный слуга, «половой»
- 1984 — Идущий следом

### Озвучивание мультфильмов
- 1962 — Королева зубная щётка — первый стражник (не указан в титрах)
- 1959 — Приключения Буратино — хозяин харчевни «Трёх пескарей» (не указан в титрах)
- 1959 — Ровно в три пятнадцать… — Самоделкин (не указан в титрах)